# Sabrina Hering-Pradler
Sabrina Hering-Pradler, född 16 februari 1992 i Gehrden, är en tysk kanotist. Hering-Pradler började med kanotsport 2003 i klubben Hannoverscher Kanu-Club von 1921. 2013 och 2014 tävlade hon för Rheinbrüder Karlsruhe. Sedan säsongen 2015 tävlar hon återigen för Hannover.

## Karriär
År 2008 blev Hering-Pradler europeisk juniormästare i tvåmanskajak på distansen 500 meter och 2009 blev hon juniorvärldsmästare i samma disciplin. Hering-Pradler tog sin första seniormedalj vid EM 2014 i Brandenburg, där hon och Steffi Kriegerstein tog brons i tvåmanskajak på 1000 meter. Vid VM 2014 i Moskva slutade Hering-Pradler på 6:e plats i tvåmanskajak på 500 meter och på 5:e plats i stafetten på 200 meter. Ett år senare tog Hering-Pradler guld vid VM 2015 i Milano tillsammans med Steffi Kriegerstein i tvåmanskajak på 1000 meter samt brons på 200 meter.
Vid EM i Moskva 2016 slutade Hering-Pradler och Kriegerstein på andra plats i tvåmanskajak på 500 meter bakom ungrarna Gabriella Szabó och Danuta Kozák. Hon tog även brons i fyrmanskajak på 500 meter tillsammans med Franziska Weber, Steffi Kriegerstein och Tina Dietze. Vid olympiska sommarspelen 2016 i Rio de Janeiro tog Hering-Pradler silver i fyrmanskajak på 500 meter tillsammans med Tina Dietze, Steffi Kriegerstein och Franziska Weber. För OS-medaljen blev hon den 1 november 2016 tilldelad Silbernes Lorbeerblatt, det högsta idrottspriset i Tyskland.
Vid VM 2017 i Račice tog Hering-Pradler silver i fyrmanskajak på 500 meter. Hon tävlade också i enmanskajak på 500 meter och slutade på 4:e plats. År 2018 slutade Hering-Pradler på sjätte plats i fyrmanskajak vid EM. I juli 2018 opererade hon korsbandet och missade därför VM 2018.
Vid olympiska sommarspelen 2020 i Tokyo tävlade Hering-Pradler i tre grenar på distansen 500 meter. Hon slutade på 10:e plats i enmanskajak, 8:e plats i tvåmanskajak med Tina Dietze samt 5:e plats i fyrmanskajak tillsammans med Melanie Gebhardt, Jule Hake och Tina Dietze.